# جيورجوس زيسوبولوس
جيورجوس زيسوبولوس (باليونانية: Γιώργος Ζησόπουλος)‏ (23 مايو 1984 بكاتريني في اليونان - ) هو لاعب كرة قدم يوناني في مركز الدفاع. لعب مع ليفادياكوس ونادي أستيراس تريبوليس ونادي باوك وPanthrakikos F.C. ‏.

## روابط خارجية
- جيورجوس زيسوبولوس على موقع قاعدة بيانات كرة القدم.إي يو (الإنجليزية)
- جيورجوس زيسوبولوس على موقع Soccerway.com (الإنجليزية)
- جيورجوس زيسوبولوس على موقع AS.com (الإسبانية)